# Michèle Bennett

Michèle Bennett

Michèle Duvalier z domu Bennett (ur. 1950 w Port-au-Prince) – pierwsza dama Haiti w latach 1980–1986, żona Jeana-Claude'a Duvaliera.
W młodości poślubiła Alixa Pasqueta, którego ojcem był pilot o tym samym imieniu i nazwisku, zamordowany jako przywódca nieudanej próby obalenia François Duvaliera. Po kilku latach małżeństwa rozwiodła się z nim w 1978 i rozpoczęła życie wśród elity Haiti. W ten sposób poznała Jeana-Claude'a, od 1971 prezydenta kraju. W maju 1980 pobrali się. Ceremonia zawarcia małżeństwa pochłonęła 3 miliony dolarów, transmitowano ją w całym kraju. Michèle (nieciesząca się sympatią teściowej) nie interesowała się wpływami politycznymi, znany natomiast był jej luksusowy styl życia. Wspólnie z mężem przywłaszczyła sobie znaczną część majątku narodowego. W 1986 obalono Jeana-Claude'a Duvaliera. W 1990 eksprezydent zdecydował się na rozwód z Michèle po tym, jak małżeństwo zaczęło przechodzić kryzys z powodów finansowych. Michèle doprowadziła męża do bankructwa i zagarnęła większość pieniędzy, jednak straciła dostęp do kont w bankach Szwajcarii.